# دائرة الرقاصة
دائرة الرقاصة  إحدى دوائر ولاية البيض الجزائرية وعاصمتها الرقاصة.
الرقاصة دائرة في شمال البيض وطبيعيا جنوب الشط الشرقي بالجهة الغربية من الجزائر. تضم ثلاث بلديات الكاف لحمر والشقيق والرقاصة.
أهم معالم المدينة زاوية الموحدين.